# Kensington (New Hampshire)
Kensington – miasto w Stanach Zjednoczonych, w stanie New Hampshire, w hrabstwie Rockingham.